# Katharina Knie (1929)
Katharina Knie ist ein deutscher Stummfilm von 1929 aus dem Zirkusmilieu. Karl Grune führte Regie bei der Umsetzung des gleichnamigen Volksstücks von Carl Zuckmayer.

## Handlung
Im Mittelpunkt der Handlung steht die Titelheldin, Tochter des alten Seiltänzers Karl Knie. Der von ihm geleitete kleine Zirkus, über dem stets das Damoklesschwert der Pleite schwebt, ist Heimstatt der Knies sowie die mehrerer anderer Artisten. Katharina ist der Publikumsmagnet der kleinen Truppe, die von Dorf zu Dorf zieht. Als eines Tages mal wieder kein Geld für das Tierfutter übrig ist, stiehlt Katharina selbiges vom Hof des Gutsbesitzers Martin Rothacker. Trotz der unglücklichen Umstände des beidseitigen Kennenlernens finden die jungen Leute rasch Sympathie füreinander. Als es zwischen dem alten Knie und Tochter Katharina einmal zu einem heftigen Streit kommt, beschließt die junge Frau, aus dem Zirkusleben auszusteigen und auf Rothackers Gutshof zu bleiben. Er bietet ihr an, für ein Jahr bei ihm zu wohnen und eine landwirtschaftliche Ausbildung zu absolvieren. 
Schließlich verloben sich die beiden. Vater Knie willigt nur deshalb ein, weil er glaubt, dass seine Katharina einfach ein Zirkuskind ist, das irgendwann einmal gar nicht mehr anders kann als wieder zurückzukehren. Als der Zirkus nach langer Wanderschaft wieder in der Nähe des Rothackerschen Guts gastiert, scheint sich Karl Knies Weissagung zu bewahrheiten, denn Katharina eilt in die Vorstellung. Doch nicht etwa, um wieder zu dem fahrenden Volk heimzukehren, sondern lediglich um zu erzählen, wie glücklich sie mit ihrem Martin sei. Ehe Katharina dem Vater mitteilen kann, dass sie für immer fortbleiben wird, stirbt dieser. Nun sieht sich Katharina der Familie und der Tradition gegenüber verpflichtet. Schweren Herzens löst sie die Verlobung mit Martin Rothacker und kehrt in die Zirkuswelt zurück, um die Führung der kleinen Truppe zu übernehmen, ganz so, wie es sich der Vater stets gewünscht hat.

## Produktionsnotizen
Katharina Knie entstand im Oktober und November 1929 im UFA-Atelier Neubabelsberg. Die Außenaufnahmen wurden während des Oktoberfestes in München hergestellt. Der Siebenakter passierte am 9. Dezember 1929 die Filmzensur und erhielt Jugendverbot. Zu dieser Zeit war er 2614 Meter lang. Nach einer weiteren Zensurprüfung wuchs die Länge auf 2714 Meter, diesmal verteilt auf zehn Akte. Die Uraufführung erfolgte am 13. Dezember 1929 im Berliner Capitol.
Die Bauentwürfe stammen von Robert Neppach und wurden von dem Filmnovizen Erwin Scharf ausgeführt. Curt Prickler übernahm die Produktionsleitung.
Viktor de Kowa (als Lorenz Knie) und Ernst Busch (als Fritz Knie) gaben hier ihr Filmdebüt; für beide Nachwuchskünstler wie für die zur Drehzeit 20-jährige Ursula Grabley, die hier mit einer kleinen Nebenrolle gleichfalls erstmals vor der Kamera stand, war Katharina Knie zugleich der einzige Stummfilm.
Regisseur Grune fertigte im März 1930 auch eine Tonfassung seines Films an, die am 5. August desselben Jahres in Berlins Marmorhaus erstmals vorgeführt wurde. Den Prolog sang Kammersänger Alfred Jerger.

## Kritik
„Von welchem Punkt aus soll man den deutschen Film beurteilen? Vom Sujet aus? Das ist meistens abgenutzt. Vom Regisseur aus? Das ist unwichtig geworden. Was bedeutet es schon, wenn Karl Grune manches von den Einstellungen russischer Filme oder der Johanna von Orleans gelernt hat. Was bedeutet es, dass er bei Spießer- und Lebemanntypen durch das Erlebnis Stroheim böser und schärfer geworden ist. Es gibt hier wirklich Kontraste wie die Gegenüberstellung von harmlosem Wanderzirkus und großstädtischem Rummelbetrieb.“

Paimann’s Filmlisten resümierte: „Eine verhältnismäßig kleine Fabel; dafür entschädigt Grune‘s Regie durch Herausarbeiten der Milieuverbundenheit seiner Charaktere, von ausgezeichneter Darstellung und in erwähntem Sinne wirkender Aufmachung unterstützt. Auch die Photographie ist sehr gut…“